# All-Ireland Senior Football Championship 1985
L'All-Ireland Senior Football Championship 1985 fu l'edizione numero 99 del principale torneo di calcio gaelico irlandese. Kerry batté in finale Dublino per la seconda volta consecutiva. Come è raramente accaduto nella storia della competizione, entrambe le semifinali furono rigiocate, per il pareggio della prima gara.

## Semifinali
| Dublino 11 agosto 1985 | Kerry | 1-12 – 2-09 | Monaghan | Croke Park |

| Dublino 18 agosto 1985 | Dublino | 1-13 – 1-13 | Mayo | Croke Park |

| Dublino 25 agosto 1985 | Kerry | 2-10 – 0-09 | Monaghan | Croke Park |

| Dublino 8 settembre 1985 | Dublino | 2-12 – 1-07 | Mayo | Croke Park |

### Finale
| Dublino 22 settembre 1985 | Kerry | 2-12 – 2-08 | Dublino | Croke Park (68389 spett.) |